# Postgirot Open

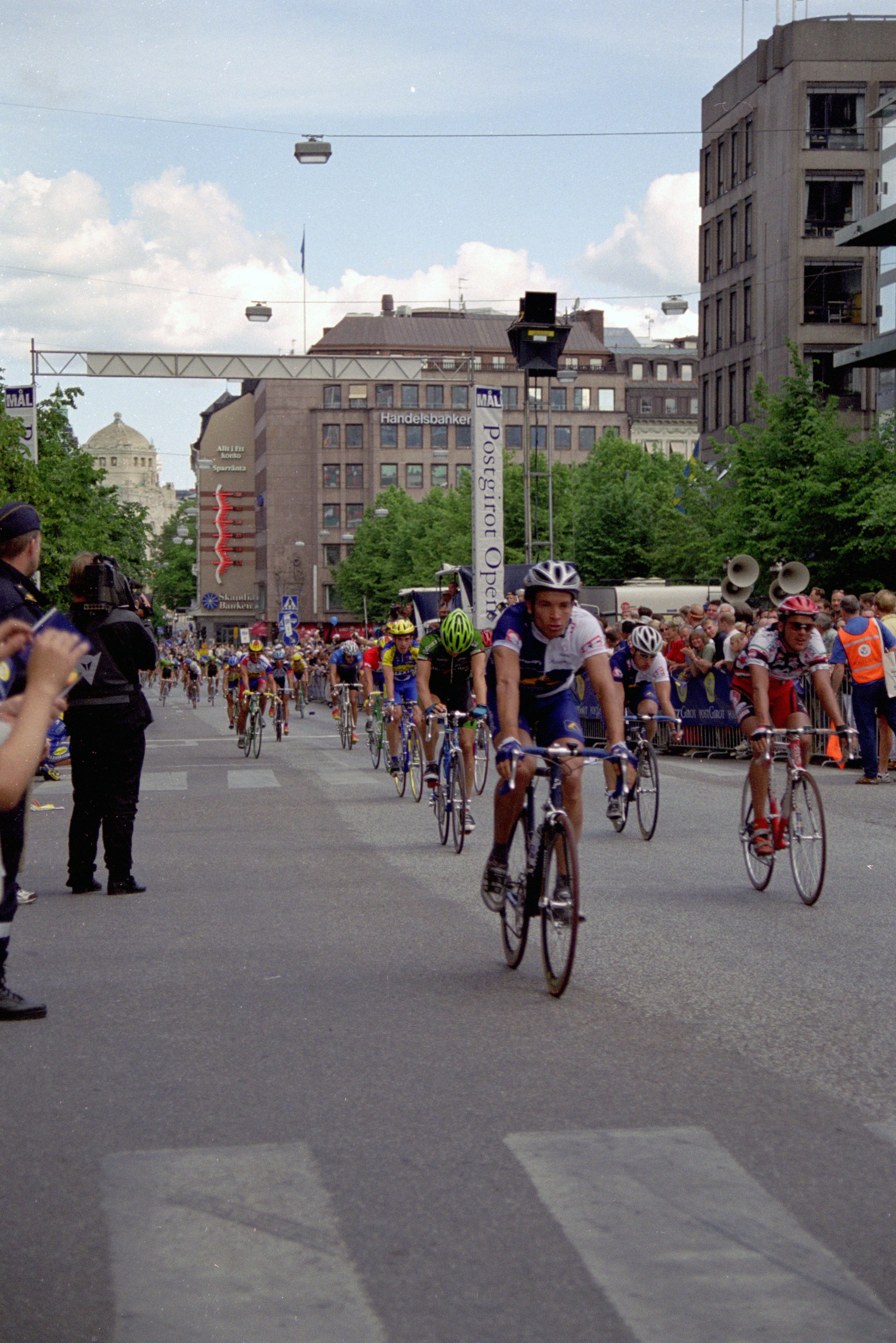
Ciclisti al Postgirot Open 1998 a Stoccolma

Il Postgirot Open (noto in italiano anche come Giro di Svezia) era una corsa a tappe maschile di ciclismo su strada, organizzata in Svezia dal 1982 al 2002.

## Storia
La gara nacque sulle ceneri della Corsa dei Sei Giorni disputata tra il 1924 e il 1975. La prima edizione si svolse nel 1982 su un percorso di 1050 chilometri suddivisi in otto tappe e fu vinta da Tommy Prim. Lo svedese bissò il successo l'anno seguente.

## Albo d'oro
Aggiornato all'edizione 2002.
| Anno | Vincitore               | Secondo              | Terzo               |
| ---- | ----------------------- | -------------------- | ------------------- |
| 1982 | Tommy Prim              | Giuseppe Petito      | Lucien Van Impe     |
| 1983 | Tommy Prim              | Aleksandr Krasnov    | Per Christiansson   |
| 1984 | Allan Peiper            | Alf Segersäll        | Sean Yates          |
| 1985 | Marc Gomez              | Gerrit Solleveld     | Atle Kvålsvoll      |
| 1986 | Gilbert Duclos-Lassalle | Frans Maassen        | Jelle Nijdam        |
| 1987 | Gerrie Knetemann        | Andrzej Mierzejewski | Per Moberg          |
| 1988 | Jesper Worre            | Bruno Cornillet      | Edwig Van Hooydonck |
| 1989 | Atle Kvålsvoll          | Vjačeslav Ekimov     | Peter Pegestam      |
| 1990 | Dmitrij Ždanov          | Frans Maassen        | Jelle Nijdam        |
| 1991 | Michael Andersson       | Dag-Erik Pedersen    | Lars Wahlqvist      |
| 1992 | Michael Andersson       | Bo Hamburger         | Darren Smith        |
| 1993 | Phil Anderson           | Francis Moreau       | Lance Armstrong     |
| 1994 | Erik Dekker             | Michel Lafis         | Arvis Piziks        |
| 1995 | Erik Dekker             | Michel Lafis         | Léon van Bon        |
| 1996 | Michael Blaudzun        | Bert Dietz           | Max van Heeswijk    |
| 1997 | Gianpaolo Mondini       | Stephan Gottschling  | Sven Holestøl       |
| 1998 | Steven de Jongh         | Magnus Bäckstedt     | Marcus Ljungqvist   |
| 1999 | Jakob Piil              | Jesper Skibby        | Martin Rittsel      |
| 2000 | Michael Andersson       | Erik Dekker          | Fabio Malberti      |
| 2001 | Thor Hushovd            | Stuart O'Grady       | Raphael Schweda     |
| 2002 | Kurt Asle Arvesen       | René Haselbacher     | Fredrik Modin       |